# Julianówka
Julianówka – część miasta Sieradza w Polsce, w województwie łódzkim, w powiecie sieradzkim. Rozpościera się w okolicy Parku Staromiejskiego, w centralnej części miasta. 

## Literatura
- Ruszkowski A., Wioski podmiejskie, które wchłonął Sieradz (Górka, Olendry, Męka, Monice, Zapusty), [w:] "Na sieradzkich szlakach", nr 1/73/2004/XIX, s. 28-33.